# Cara (Vorname)
Cara ist ein weiblicher Vorname. Er hat seinen Ursprung in der indogermanischen Sprache. Er wurde im Latein bzw. im Italienischen sowie den Q-keltischen Sprachen übernommen und bedeutet „die Liebste, die Teure“ (vgl. frz.: Cher Ami, „lieber, teurer Freund“ oder es.: cara, „teuer, kostbar“). In den nordischen Sprachen ist Cara auch als Abkürzung für Carola in Gebrauch. Eine häufige Variante, insbesondere in Nordamerika, ist Kara.

## Namensträgerinnen
- Cara Judea Alhadeff (* 1971), US-amerikanische Photo- und Objektkünstlerin
- Cara Black (* 1979), simbabwische Tennisspielerin
- Cara Bösl (* 1997), deutsche Fußballspielerin
- Cara Buono (* 1974), US-amerikanische Schauspielerin
- Cara-Beth Burnside (* 1971), US-amerikanische Skate- und Snowboarderin
- Cara Cunningham (* 1987), US-amerikanische Internetberühmtheit und Sängerin
- Cara Delevingne (* 1992), britisches Model
- Cara DeLizia (* 1984), US-amerikanische Fernsehschauspielerin
- Cara Dillon (* 1975), irische Folk-Sängerin
- Cara Feain-Ryan (* 1999), australische Leichtathletin
- Cara Gee (* 1983), kanadische Schauspielerin
- Cara Hartstock (* 1994), deutsche Handballspielerin
- Cara Hilton (* 1975), schottische Politikerin
- Cara Horgan (* 1984), britische Schauspielerin
- Cara Lott (1961–2018), US-amerikanische Pornodarstellerin
- Cara Santa Maria (* 1983), US-amerikanische Wissenschaftsjournalistin
- Cara Maria Meșter (* 2005), rumänische Tennisspielerin
- Cara McKenzie (* 1999), US-amerikanische Volleyballspielerin
- Cara Murray (* 2000), nordirische Cricketspielerin
- Cara DeLora DeNae Mund (* 1993), US-amerikanische Rechtsanwältin und Politikerin sowie Miss America von 2018
- Cara Pifko (* 1976), kanadische Schauspielerin
- Cara Röhner (* 1987), deutsche Juristin und Professorin
- Cara Reiche (* 2000), deutsche Handballspielerin
- Cara Reuthal (* 2001), deutsche Handballspielerin
- Cara Seymour (* 1964), britische Schauspielerin
- Cara Silverman (1959–2014), US-amerikanische Filmeditorin
- Cara Speller, britische Film- und Fernsehfilmproduzentin
- Cara L. Stacey (* um 1987), südafrikanische Musikwissenschaftlerin und Musikerin
- Cara Theobold (* 1990), britische Schauspielerin
- Cara Tivey (* 20. Jahrhundert), britische Pianistin und Sängerin
- Cara Walls (* 1993), US-amerikanische Fußballspielerin
- Cara Williams (1925–2021), US-amerikanische Schauspielerin